# Cyrtolobus woodruffi
Cyrtolobus woodruffi är en insektsart som beskrevs av Ball. Cyrtolobus woodruffi ingår i släktet Cyrtolobus och familjen hornstritar. Inga underarter finns listade i Catalogue of Life.